# Dhanpuri
Dhanpuri é uma cidade e um município no distrito de Shahdol, no estado indiano de Madhya Pradesh.

## Demografia
Segundo o censo de 2001, Dhanpuri tinha uma população de 43 914 habitantes. Os indivíduos do sexo masculino constituem 53% da população e os do sexo feminino 47%. Dhanpuri tem uma taxa de literacia de 63%, superior à média nacional de 59,5%: a literacia no sexo masculino é de 71% e no sexo feminino é de 54%. Em Dhanpuri, 14% da população está abaixo dos 6 anos de idade.